# Innocence
"Innocence" jest ósmym utworem kanadyjskiej piosenkarki Avril Lavigne z jej trzeciego studyjnego albumu, The Best Damn Thing. Słowa napisała sama artystka, natomiast muzyką zajęła się wspólnie z Evanem Taubenfeldem. Utwór znalazł się na zapleczu listy Billboard Hot 100 osiągając 16. miejsce, oraz dostał się na 190. miejsce na liście UK Singles Chart. Oficjalnie nie został wydany jako singel przeznaczony do dystrybucji ogólnoświatowej. Wydano go jedynie we włoskich stacjach radiowych jako utwór promocyjny. Mimo braku oficjalnego wydania utwór był notowany również poza Włochami.
Utwór jest uważany za najlepszy wokal piosenkarki. W "Behind the Scenes of The Best Damn Thing" jest pokazane, iż wokal został nagrany przez artystkę w "jednym rzucie" bez żadnej korekcji dźwięku.

## Historia utworu
Cóż, utwór opowiada o pewnym momencie w życiu, chwili błogości i szczęścia, zagłębianiu się w tym uczuciu. W moim życiu jest teraz wiele szczęścia. Zawsze odbieram tę piosenkę jako piękny utwór i muszę powiedzieć, że słuchałam jej wczoraj, gdyż od jakiegoś czasu nie miałam okazji słuchać mojej płyty i chciałam to zrobić - myśląc o moim występie na żywo - więc odsłuchałam jej poczułam się jak po pieprzeniu się! Uwielbiam ten utwór także dlatego, że oddaje ona to co naprawdę mam do powiedzenia, a to bardzo ważne dla piosenkarki piszącej teksty piosenek, którą jestem. Myślę, hmm, myślę, że jest to także bardzo emocjonalna piosenka. I, hmm, właśnie.

"Uninvited" [utwór Alanis Morissette] jest jedną z jej ulubionych piosenek i była nawet grana na jej weselu. Chciała piosenki, która zawierałaby taki sam ładunek epickich przemyśleń. Pracowaliśmy więc bazując na sile tego utworu oraz w pewnym stopniu na piosenkach zespołu Goo Goo Dolls. Pogrywając na fortepianie zastanawialiśmy się nad różnymi wizjami utworu. Punktami nawiązania uczyniliśmy twórczość Alanis oraz Goo Goo Dolls, lecz podczas pracy nad utworem nauczyliśmy się wiele o nim samym. Piosenka powiedziała sama o sobie bardzo wiele i od tego momentu mogliśmy wprowadzać subtelne zmiany. To był wspaniały proces. Avril nie lubi spędzać godzin nad piosenką; lubi przyjść i wyrazić swoje zdanie, a potem pozwala ci pracować, co sprawia, iż pozostaje świeża. Wtedy, kiedy już skończysz ona o tym wie. Śpiewa bardzo szybko. Jednak ten utwór zainspirował ją i pracowała bardzo ciężko nad wokalem, a potem, ponieważ ma bardzo silną wizję tego, czego chce dokonać głosem, połączenie melodii z jej śpiewem przyszło bardzo łatwo.

## Pozycje na listach przebojów
| Lista                            | Pozycja |
| -------------------------------- | ------- |
| Billboard Bubbling Under Hot 100 | 16      |
| Canadian Hot 100                 | 59      |
| Włoska Singles Chart             | 48      |
| Ukraińska Singles Chart          | 11      |